# Rio Anaweka
O rio Anaweka é um pequeno rio na area remota do Distrito de Tasmânia na Nova Zelândia. Nasce nas encostas do Monte Branco ("Mount White") na serra Wakamarama. O rio corre até ao mar da Tasmânia, desaguando a cerca de 3km ao sul do extremo sul da estrada de Farewell Spit e Collingwood.